# Najm-ad-Din Ayyub
Al-Màlik al-Àfdal Najm-ad-Din Ayyub ibn Xadhi ibn Marwan (àrab: الملك ألأفضل نجم الدين أيوب بن شاذي بن مروان, al-Malik al-Afḍal Najm ad-Dīn Ayyūb ibn Xāḏī ibn Marwān), més conegut simplement com a Najm-ad-Din Ayyub (mort el 9 d'agost de 1173), fou un cap kurd, militar i polític, i pare de Saladí. És l'ancestre immediat de la dinastia aiúbida, a qui dona nom. El seu làqab, Najm-ad-Din, vol dir ‘Estel de la Fe’.

## Biografia
Ayyub va succeir al seu pare com a comandant de la fortalesa de Takrit per compte de l'amir seljúcida d'Iraq Bihruz, en una data a l'entorn del 1132. Era germà de Xírkuh, origen de la grandesa de la dinastia. Poc després (vers 1132) Imad-ad-Din Zengi va organitzar una expedició a Bagdad per donar suport a la candidatura al sultanat del seljúcida Massud ibn Muhàmmad ibn Màlik-Xah i li va sortir a l'encontre el general del califa, Karaja; es va lliurar batalla prop de Tekrit (2 de març del 1132) on Zengi fou derrotat i es va salvar mercès al fet que Ayyub li va oferir bots per creuar l'Eufrates (segons Enciclopèdia de l'Islam, pàgina 820, volum I, edició francesa) o el Tigris (segons Minorsky a http://www.cogsci.ed.ac.uk/~siamakr/Kurdish/KURDICA/2002/2/saladinII.html). Aquest ajut a Zengi no va afectar la seva posició a Takrit, ja que Bihruz donava suport també a Massud. El 1133 Ayyub va refusar entregar l'exvisir al-Aziz que havia estat posat sota la seva custodia, fins que Bihruz va imposar la seva orde amb una visita a la fortalesa de Tekrit.
El 1136 el seu germà Xírkuh va matar a Tikrit a un cristià amb el qual s'havia barallat (el cristià estava maltractant a una dona) i els germans van haver de marxar a l'exili (1137). Suposadament Ayyub va tenir un fill el mateix dia de la sortida, Yússuf, després conegut com a Saladí. Zengi portava a Mossul una política de submissió dels kurds per després posar-los al seu servei; Ayyub va passar llavors al servei de Zengi; aquest darrer va conquerir Baalbek el 19 d'agost de 1138 i va nomenar a Ayyub governador (mushtafiz) de la ciutat (1138).
Baalbek fou assetjada el 1146 per Muin-ad-Din Unur, atabeg de la dinastia Búrida de Damasc i en conèixer la mort de Zengi produïda el 14 de setembre de 1146, es va rendir i es va posar al servei del búrida. En canvi el seu germà Xírkuh es va posar llavors al servei del fill de Zengi, Nur-ad-Din. Quan la segona croada va atacar Damasc i la va assetjar (1148), Nur-ad-Din va forçar a Muin-ad-Din, que estava pressionat per la mateixa població, a una aliança que aquest no volia. Pocs anys després, responent als desitjos dels notables que volien un cap fort a Damasc contra el perill croat, Nur al-Din va exigir l'entrega de Damasc i Ayyub i Xírkuh van negociar la rendició de la ciutat (1154). Ayyub fou nomenat governador de Damasc per Nur-ad-Din i Xírkuh va rebre el feu d'Homs. El 1155 l'emir xaddàdida d'Aní va anar a viure en exili a Homs.
Aviat va arribar a un grau molt alt i era l'únic oficial que podia romandre assegut en presència de Nur-ad-Din. El seu fill Yússuf (Saladí) també es va posar a les ordes de Nur-ad-Din per lluitar a Egipte contra els atacs conjunts romans d'Orient i croats, i va quedar a les ordres de Xírkuh.
El 1170 Ayyub va anar a Egipte on ara el seu fill era el visir, després de la mort de Xírkuh el 23 de març de 1169, i li va aconsellar (segurament per mandat de Nur-ad-Din) de deposar la dinastia fatimita. Saladí va oferir al seu pare el càrrec de visir d'Egipte, que Ayyub va renunciar, però va rebre els feus d'Alexandria, Damiata, i Al Buhayrah com una ikta (feu) personal. Altres parents de Saladí també es van reunir amb ell a Egipte. Nur-ad-Din desconfiava de Saladí i la seva família i sospitava que reforçaven el seu poder contra ell; Ayyub públicament donava suport a Nur-ad-Din però privadament va advertir a Saladí que no havia de permetre a Nur-ad-Din de retirar-li el control d'Egipte
Najm-ad-Din va patir un accident en una cursa a cavall el 31 de juliol de 1173, i va morir de les ferides el 9 d'agost de 1173. Aquesta mort va provocar un conflicte entre Saladí i Nur-ad-Din quan les tropes del primer que acompanyaven a les del segon en una expedició contra els croats, van retornar a Egipte quan Saladí va saber la mort del seu pare; la confrontació semblava inevitable, i només es va evitar per la mort (1174) de Nur-ad-Din.

## Família
Ayyub va tenir diversos fills mascles:
- Nur-ad-Din Xahanxah (mort el 1148)
- Salah-ad-Din Yússuf o Saladí (1137-1193)
- Al-Màlik al-Àdil o al-Àdil I (1145-1218)
- Al-Muàddham Turan-Xah, sultà del Iemen 1173-1181
- Taj-al-Muluk Abu-Said Buri (mort 1184)
- Al-Aziz Uthman (mort el 1197)